# Shwe Mann
Thura Shwe Mann, né le 11 juillet 1947, est un homme politique birman,.